# Alfred Métraux

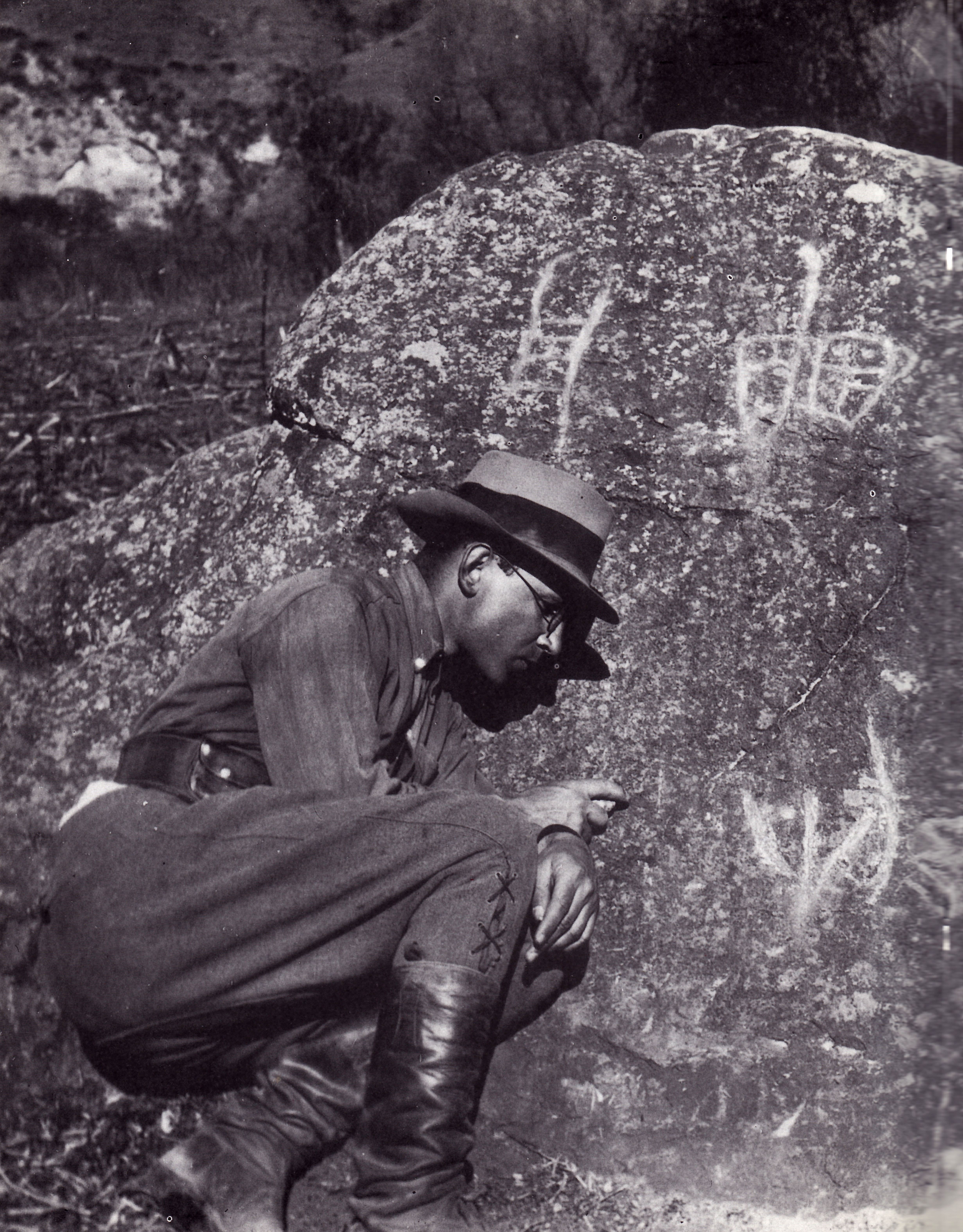
Alfred Métraux (1932) in Argentinien

Alfred Métraux (* 5. November 1902 in Lausanne; † 12. April 1963 in Chevreuse) war ein Ethnologe schweizerischer Herkunft. Er wurde in Paris ausgebildet und erwarb die amerikanische Staatsbürgerschaft. Das Werk des Spezialisten der Völker Lateinamerikas sowie für Haïti und die Osterinsel berührt verschiedene Gebiete wie Geschichte, Archäologie und Ethnographie.

## Biographie
Als Kind begleitete er seine Eltern nach Argentinien, in die Provinz Mendoza, wo sein Vater als Arzt tätig war und kehrte dann nach Lausanne zurück, wo er die Schule besuchte. Nach dem Abitur schrieb er sich an der École nationale des chartes in Paris ein und begegnete dort Georges Bataille und Michel Leiris. Mit Bataille verband ihn eine lebenslange Freundschaft. Er studierte auch an der École des langues orientales und an der École pratique des hautes études in der Abteilung für Religionswissenschaft. An der Sorbonne, wo er bei den Professoren Marcel Mauss und Paul Rivet studierte, verteidigte er 1928 seine Dissertation über die Tupinambás.
Seine Reisen führten ihn wieder nach Argentinien, wo er 1928 das Institut für Ethnologie der Universidad Nacional de Tucumán in San Miguel de Tucumán gründete, das er bis 1934 leitete.
Er bereiste die Provinz Chaco und die bolivianischen Hochebenen und widmete sich dem Studium verschiedener ethnischer Gruppen wie der Calchaquís, der Guaranís, der Chiriguano, der Toba und der Wichí, dann der Uro-Chipaya. Er verfasste, zusammen mit amerikanischen Anthropologen, für das Handbook of South American Indians insbesondere Beiträge zur Religion und zur Mythologie.
1933 beschloss das Musée de l’Homme in Paris, eine Expedition zur Osterinsel zu entsenden. Unterstützt wurde das Vorhaben von der französischen und der belgischen Regierung. Die Leitung oblag dem französischen Archäologen Louis Charles Watelin, weitere wissenschaftliche Teilnehmer waren der belgische Archäologe Henri Lavachery und Alfred Métraux. Mit dem französischen Aviso Rigault de Genouilly reisten die Teilnehmer zunächst nach Chile, wo Watelin an Lungenentzündung erkrankte und starb. Am 27. Juli 1934 erreichte die Expedition die Osterinsel und blieb bis zum 2. Januar 1935. Anschließend reisten die Teilnehmer mit dem belgischen Schulschiff Mercator nach Pitcairn, Tahiti, dem Tuamotu-Archipel, zu den Marquesas und nach Hawaii. Die umfangreichen ethnologischen Erkenntnisse fasste Métraux in seinem 1935 erschienenen Buch „Ethnologie de l'île de Pâques“ zusammen.
1938 wurde er als Forscher am Bishop Museum in Honolulu angestellt und reist dann auf das Festland der USA, um an der University of Berkeley und an der Yale University zu unterrichten.
Zu Beginn des Zweiten Weltkriegs engagierte er sich für seine vom nationalsozialistischen Deutschland bedrohten französischen Kollegen wie Claude Lévi-Strauss, so dass sie in die USA ins Exil gehen konnten. Er heiratete 1941 die Anthropologin Rhoda Budendey, diese Ehe hielt bis 1959. 1941 nahm er die amerikanische Staatsbürgerschaft an und beteiligte sich 1945 an einer Untersuchung über die alliierten Bombenangriffe in Deutschland. Im folgenden Jahr wurde er Leiter der Forschungsabteilung des Department of Economic and Social Affairs des UN-Sekretariats in New York. Als Forscher an der Smithsonian Institution und als permanentes Mitglied des Departments für Sozialwissenschaften der UNESCO leitete er von 1948 bis 1950 eine Untersuchung in Haïti, an der auch Michel Leiris teilnahm. Sie liegt dem Buch Le vaudou haïtien zugrunde.
Von 1959 bis zu seinem Tod arbeitete er an der VI. Sektion der École pratique des hautes études in Paris und leitete das Seminar « ethnologie et sociologie des populations indigènes d'Amérique du Sud». Am 12. April 1963 beging er Selbstmord.

## Werk
Alfred Métraux spezialisierte sich auf das Studium lateinamerikanischer Völker und der Völker Polynesiens, insbesondere auf das Studium der Bauern Haitis und der afroamerikanischen Kulte. Seine Arbeiten über den haitianischen Voodoo und über den Schamanismus gelten heute noch als Standardwerke der religiösen Anthropologie.
Sein umfangreiches Wissen über die autochthonen Populationen Südamerikas waren die Grundlage für seine starke Beteiligung an dem monumentalen Handbook of South American Indians (7 Bde., 1946–1959), das Julian Steward herausgab.
Während seiner Zeit bei der UNESCO regte er zahlreiche Programme für angewandte Anthropologie an, besonders im Amazonas, in den Anden und auf Haiti. Überdies kämpfte er aktiv gegen Rassismus, indem er das interdisziplinäre Projekt koordinierte, das der Publikation der Zeitschrift Le Racisme devant la Science zugrunde lag.
Anthropologen erinnern Alfred Métraux als herausragenden Wissenschaftler, und sein Engagement für Menschenrechte.
Im Besitz des Instituts für Ethnologie der Universität Tübingen befinden sich Tage- und Notizbücher von ihm.

## Schriften (Auswahl)
Alfred Métraux hat über 200 Texte veröffentlicht. Zu den wichtigsten zählen:
- La civilisation matérielle des tribus Tupi-Guarani. Paris: Paul Geuthner 1928.
- Ethnologie de l'île de Pâques, 1935, überarbeitete Neuausgabe: L' Ile de Pâques. Paris 1965. Taschenbuchausgabe, Paris: Gallimard 1980 (Collection TEL), ISBN 978-2-07-028751-2, dt. zuletzt: Die Osterinsel, Frankfurt/Main: Edition Qumran im Campus-Verlag 1989.
- Mythes et contes des Indiens Matako, 1939.
- Le vaudou haïtien, Paris: Gallimard 1958, dt. Voodoo in Haiti, Gifkendorf : Merlin 1994.
- Les Incas. Paris, Le Seuil 1962.
- Religions et magies indiennes d'Amérique du sud. Paris: Gallimard, 1967, dt. Kult und Magie der Indianer Südamerikas. Magier und Missionare am Amazonas. Gifkendorf : Merlin 2001.
- Les Indiens de l'Amérique du Sud. Paris: A.-M. Métailié 1982. ISBN 2-86424-011-4.
- (mit Pierre Verger): Le Pied à l'étrier - Correspondance 1946-1963. Paris: Jean-Michel Place 1997.

## Ausstellung
- « Du Pays de Vaud au pays du Vaudou », ethnologies d'Alfred Métraux, exposition au Musée d'ethnographie de Genève (décembre 1996 - février 1997).

## Dokumentarfilm
- Sur la trace des Indiens disparus. Les indiens d’Alfred Métraux, Dokumentarfilm von Pierre-André Thiébaud, PCT Production 2002.